# Zhang Yu
Zhang Yu (xinès simplificat: 張瑜, pinyin: Zhāng Yú; Chaoyang, Liaoning, 12 de febrer de 1986) és una jugadora de bàsquet xinesa, juanyadora de la Lliga WCBA en set ocasions des de la temporada 2005-2006. Va competir als Jocs Olímpics d'Estiu de 2008 a Pequín. És la germana bessona de Zhang Wei, també jugadora de bàsquet. Ha guanyat la lliga amb els equips de Liaoning, Beijing Great Wall i Shanxi Xing Rui Flame.